# Seleção Groenlandesa de Handebol Masculino
A Seleção Groenlandesa de Handebol Masculino é a representante da Groenlândia nas competições oficiais internacionais de Andebol. Para tal ela é regida pela Federação Groenlandesa de Handebol, que por sua vez é filiada à Federação Internacional de Andebol.
Quando em solo groenlandês, a seleção realiza seus jogos na Godthåbhallen, a Arena Nacional de Andebol, que possui uma capacidade máxima de 1000 espectadores. 